# Gott der Hoffnung erfülle euch
Gott der Hoffnung erfülle euch (en español, Que el Dios de la esperanza te llene), TWV 1:634, BWV 218, es una cantata de iglesia de Georg Philipp Telemann anteriormente acreditada a Johann Sebastian Bach. Fue compuesta para el domingo de Pentecostés en 1717, con texto de Erdmann Neumeister. La coral es el cierre de la primera estrofa del himno de Martín Lutero Komm, Gott Schöpfer, Heiliger Geist.

## Partitura y estructura
La cantata tiene partitura para soprano, alto, tenor y bajo solistas, coro de cuatro partes, dos trompas, dos violines, viola y bajo continuo.
It has five movements:
1. Coro: Gott der Hoffnung erfülle euch
2. Aria (alto): Glaub' und Hoffnung, Trost und Stärke
3. Recitativo (soprano): Weil wir nichts ohne dich vermögen
4. Aria (soprano): Ihr Christen, wollt ihr selig sein
5. Coral: Komm, Gott Schöpfer, Heiliger Geist

## Grabaciones
- Alsfelder Vokalensemble / Steintor Barock Bremen, Wolfgang Helbich. The Apocryphal Bach Cantatas. CPO, 1991.